# Игры преисподней
Игры преисподней — фильм 2012 года выпуска режиссёра Ричарда Грея.

## Сюжет
Микроавтобус подъезжает к заправочной станции, где в местной газета написано, что «неизвестная девушка найдена мёртвой в лесу». Фургон принадлежит группе из семи друзей — Майкла, Лайлы, Ти Джея, Клэр, Лекса, Роуз и Гая — которые едут в лес в хижину общего друга на отдых в честь окончания колледжа. Майкл, который ведет машину, теряется в темноте и резко сворачивает, чтобы не сбить машущего руками человека на дороге. Фургон не заводится вновь, что заставляет их идти пешком. Они прибывают в хорошо обставленную виллу, где Роуз находит записку, в которой говорится: «Ти Джей, Лекс, Клэр, ждите нас здесь», поэтому они предполагают, что это тот дом, что им нужен.
Группа наслаждается комфортабельной обстановкой, за исключением Майкла, который рано пошёл спать и которому снятся кошмары. На следующее утро Ти Джей обнаруживает поблизости заброшенную шахту и берет группу внутрь для исследования. Ти Джей и Гай в шутку на короткое время запирают Майкла в одном из изолированных помещений, что вызывает у него панику. Роуз, экстрасенс, беспокоится из-за шахты и в какой-то момент чувствует, что кто-то хватает её за ногу, хотя это не может быть кто-то из её друзей.
Майкл и его подруга Лайла возвращаются в фургон, чтобы забрать антипсихотики Майкла и подтвердить, что фургон непригоден для использования. Они находят кровь на капоте фургона и предполагают, что прошлой ночью они сбили животное. Вернувшись в дом, группа соглашается остаться ещё на один день, чтобы дождаться владельцев дома. В течение дня у Роуз случаются приступы и видения своих друзей в виде трупов.
Исследуя шахты снова, Ти Джей и Лекс обнаруживают три мертвых тела, которые выглядят идентичными их телам и телам Гая. Они сообщают другим, и группа неохотно соглашается, что происходит что-то сверхъестественное. Ти Джей и Лекс возвращаются в шахту в поисках ответов и находят травмированную Клэр, запертую в помещении; она утверждает, что во всём виноват Майкл. Ти Джей и Лекс отказываются спасти её, зная, что «их» Клэр все ещё находится в доме, решение, которое позже поддерживает «их» Клэр. Несмотря на протесты Лайлы, остальные спорят, нужно ли запирать Майкла на ночь для их защиты. Обескураженные его пассивным принятием своей судьбы, они поместили его в одну из камер шахты.
Роуз сообщает, что Майкл сбежал из камеры, что приводит к погоне внутри шахт, во время которой Майкл становится виновником Ти Джея и Лекса и запирает Клэр в камере, где она встречает альтернативную версию себя. Внутри дома Роуз отравляется, выпив чай с подмешанным Майклом химикатом, и умирает. Гай и Лайла соглашаются бежать, оставив в доме записку «Ти Джей, Лекс, Клэр, ждите нас здесь». Достигнув главной дороги, Гай пытается остановить проезжающий фургон, заставляя его свернуть и случайно сбить Лайлу. Гай узнает в пассажирах фургона себя с друзьями и понимает, что всё происходящее — это временная петля. Он обещает серьёзно раненой Лайле, что разорвет круговорот.
Гай спешит обратно в дом, чтобы предупредить остальных, но его останавливает Майкл, который убивает его. Майкл продолжает цикл, предупреждая своё новоприбывшее «я», что его друзья попытаются убить его, и что когда они запирают его в камере во второй раз, он должен защищаться. Майкл даёт двойнику ключ к клетке и заставляет его сжечь свои антипсихотики.
Цикл возобновляется, когда фургон группы подъезжает к заправке из начале фильма. Однако на этот раз Лайла из предыдущего цикла всё ещё жива, и она, не став неизвестной мёртвой девушкой из газетной статьи, успешно ковыляет к своему двойнику в надежде предупредить его и разорвать цикл.

## В ролях
- Джозеф Кросс — Майкл
- Бриана Эвиган — Лайла
- Итан Пек — Гай
- Джулианна Гилл — Клэр
- Рафи Гаврон — Лекс
- Алекс Мераз — Ти Джей
- Ребекка Да Коста — Роуз

## Производство
Оригинальный рассказ был написан Россом МакКуином и его действие происходило в Австралии. Режиссёр Ричард Грей, который в то время жил в Австралии, работал с МакКуином, чтобы адаптировать его к условиям в США. Грей сказал, что на него больше повлиял «Повелитель мух», чем фильмы-слэшеры. В июле 2011 года Кросс и Пек присоединились к актёрскому составу, и, как сообщалось, начались съёмки фильма. Фильм снимался в пещере обезьян в Национальном лесу Гиффорд Пинчот и в других местах за пределами Сиэтла , штат Вашингтон. Он прошёл постпродакшн в Лос-Анджелесе , штат Калифорния, для ожидаемого выпуска в 2012 году. Съемочная группа фильма состояла из австралийцев и американцев, и проект был снят на камеру Red Epic .

## Релиз
Премьера фильма состоялась в августе 2012 года на Международном кинофестивале в Мельбурне . Хотя изначально он должен был быть выпущен в мае 2014 года в США, он был переименован в The Evil Within, затем обратно в Mine Games и его релиз планировался в сентябре 2014 года. Задержка была частично связана с повторной пересъёмкой окончания фильма.

## Рецензии
Квентон Беллетт из Twitch Film написал: «С таким великолепным рассказом о путешествиях во времени, который рекламировался, „Игры преисподней“, к сожалению, представляет собой не что иное, как плохо переработанную версию мастерского фильма „Временная петля“ или даже созданного австралийцами „Треугольник“ до этого». Патрик Купер из Bloody Disgusting оценил его на 1,5 из 5 звезд и написал: "Временные петли раньше делались лучше (даже мастерски, в случае «Временной петли»). «Игры преисподней» тратит впустую вечно интересную концепцию и доставляет острые ощущения и вялые персонажи ". Деби Мур из Dread Central оценила его на 3 из 5 звезд и написала, что фильм начинается предсказуемо, но представляет собой «умопомрачительную серию поворотов и заворотов», которые делают его рекомендованным к просмотру.